# Hawks Nest

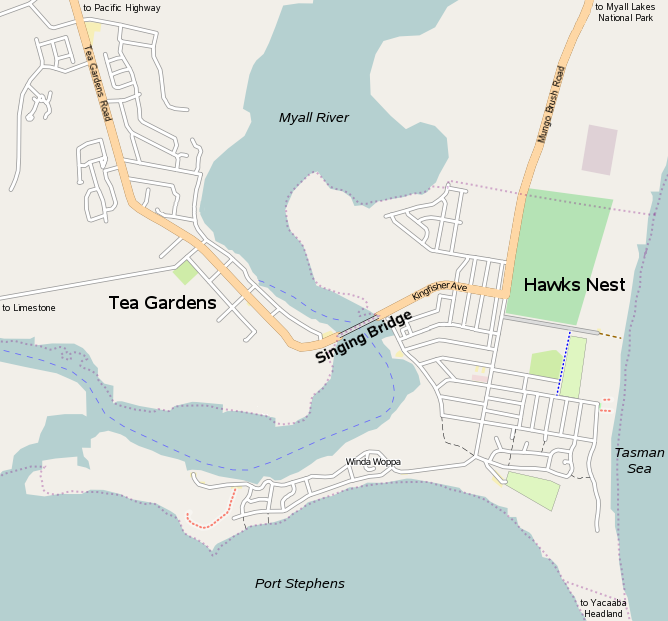
Karte von Tea Gardens und Hawks Nest

Hawks Nest ist eine Ortschaft im Great Lakes Council im Bundesstaat New South Wales in Australien. Sie liegt an der Tasmansee und ist durch die Singing Bridge mit dem Nachbarort Tea Gardens verbunden.

## Geografie

### Lage
Hawks Nest grenzt im Westen an den Myall River, im Süden an den großen Naturhafen Port Stephens, im Osten an die Tasmansee und im Norden
an den Myall-Lakes-Nationalpark. Die Ortschaft befindet sich etwa 220 km nördlich von Sydney und ist über die Singing Bridge und eine etwa 12 km lange Straße an den Pacific Highway angebunden.
Hawks Nest ist eine langgestreckte Ortschaft mit einer Gesamtlänge von 16,5 km und einer mittleren Breite von 1,7 km. Sie umfasst im Süden die unbewohnte Yacaaba Halbinsel (deren höchster Punkt immerhin 210 Meter über den Meeresspiegel liegt) und die besiedelte Winda Woppa Halbinsel. An der Tasmansee liegen die beiden Strände Jimmy's Beach und Bennett's Beach.

### Klima
Hawks Nest liegt am nördlichen Rand der gemäßigten Klimazone Australiens und zeigt bereits Tendenz zu subtropischem Klima. Die mittleren Monatstemperaturen schwanken zwischen 8,4 °C (Juli) und 27,3 °C (Januar). Der Ort liegt am Rand eines ausgedehnten Feuchtgebiets (den Myall Lakes) und weist einen für Australien relativ hohen Jahresniederschlag von 1351,2 mm auf, der sich gleichmäßig auf die Jahreszeiten verteilt.

## Geschichte
Hawks Nest wurde im Jahre 1865 erstmals besiedelt. Der Ortsname rührt von einem großen Baum, der ein beliebter Nistplatz von Habichten (Hawks) war und als Navigationspunkt benutzt wurde.
Die frühen Siedler nutzten das Fluss- und Seensystem der Myall Lakes, um Holz zu verschiffen. Später kamen Betätigungsfelder wie Holzverarbeitung, Bootsbau, Ackerbau, Fischerei und Bergbau hinzu. Mit dem Rückgang der Holzindustrie in den späten 1880er Jahren fiel daraufhin auch die Bevölkerungszahl stark.
Im Jahr 1921 wurden die ersten Besiedlungsflächen in Hawks Nest und Tea Gardens öffentlich ausgewiesen. Ein Fährbetrieb zwischen den beiden Orten nahm 1928 den Betrieb auf. Jedoch erst mit dem Beginn von kommerziellem Sandabbau in der Gegend in den 1960er Jahren begannen die beiden Orte wieder an Bedeutung zu gewinnen. Es wurden Touristenstraßen gebaut und 1974 ersetzte die Singing Bridge den Fährbetrieb.

## Tourismus
Heute hat Hawks Nest gut 1.200 Einwohner. Die mittlerweile wichtigste Einkommensquelle ist der Tourismus. Hierbei spielen die Strände, ein Golfplatz, die Nähe zum Myall-Lakes-Nationalpark sowie die guten Fischfanggelegenheiten eine zentrale Rolle.
Weiterhin lebt eine kleine Kolonie Koalas im Ort. Nahe der Singing Brücke befindet sich die Jean Shaw Koala Reserve, ein Koala-Schutzgebiet, das Teil eines Biotopverbunds mit den Myall Lakes ist. Die Koalapopulation wird nach dem Threatened Species Protection Act 1995 des Landes New South Wales als gefährdet eingestuft und umfasst heute nur noch elf oder zwölf Individuen.
Hawks Nest war zwanzig Jahre lang der Feriensitz der Familie des ehemaligen australischen Premierministers John Howard, bis er ihn aufgrund von Medienbedrängnis im Jahr 1998 aufgab.